# Электрогорская ГРЭС
ГРЭС-3 (Электрогорская ГРЭС) — предприятие энергетики московской энергосистемы, расположенное в городе Электрогорск Московской области. Входит в состав территориальной генерирующей компании «Мосэнерго». Первая в России районная электростанция.

## История
Электростанция ГРЭС-3, ордена Трудового Красного Знамени, имени инженера Р. Э. Классона, была сдана в эксплуатацию в 1914 году на огромных залежах торфа. Идея создания такой станции принадлежала инженеру-энергетику Классону, стоявшему у истоков создания российской энергетики. Станции обязан своим рождением посёлок Электропередача — ныне город Электрогорск. Возле ГРЭС имеется специальный водоём-охладитель, его небольшие размеры сдерживали послевоенное развитие по имеющимся в то время технологиям.
Чтобы избежать закрытия ГРЭС-3, было предложено использовать её в роли своеобразной научно-исследовательской лаборатории и полигоном для испытания перспективных технологий — энергетических газотурбинных установок.
2 февраля 1977 года на параллельную работу с сетью системы Мосэнерго включили первый генератор ГТУ-100 производства «ЛМЗ». Сообщение на международной конференции по газовым турбинам в Брюсселе о создании в СССР установки мощностью 100 МВт — первой в мировой практике — вызвало недоверие.
В 1978 году была введена в эксплуатацию вторая ГТУ. На третьей ГТУ-100, созданной Ленинградским металлическим заводом для ГРЭС-3, была использована схема зажигания, разработанная двумя сотрудниками ГРЭС-3 — О. В. Кравченко и А. С. Осыка. Её запуск состоялся в апреле 1980 года. Проведённая заводом модернизация позволила увеличить номинальную мощность до 107 МВт.
С 1985 года в качестве топлива станции используется природный газ.
В 1990 году на ГРЭС-3 заработала первая в России газотурбинная энергетическая установка парогазового цикла мощностью 150 МВт.
В 1999 году на экспериментальной установке ГТЭ-150 Ленинградского металлического завода была достигнута мощность 155 МВт.
В декабре 2006 года в опытно-промышленную эксплуатацию была запущена газовая турбина ГТЭ-25У мощностью 30 МВт производства Уральского турбинного завода группы компаний «Ренова».
При электростанции создан «Музей истории ГРЭС-3», в котором хранятся экспонаты и документы не только об электростанции, но и о самом городе Электрогорске.

## Архитектура
Для первоначальной постройки электростанции московское отделение «Общества электрического освещения 1886 года» выбрало проект влиятельного немецкого архитектора-протофункционалиста Германа Мутезиуса, убеждённого противника как исторических стилей, так и модерна. При разработке формы и облика основного здания он исходил из технологического процесса, который в нём должен был происходить, не допуская использования внешнего декора. В нём выделялись два крупных объёма, выделенных шестигранными фронтонами — котельное и турбинное отделения; к ним примыкал трансформаторный цех. Ритм узких простенков между огромными окнами вместе с оформлением фронтонов создавал ассоциацию с античным ордером. Металлоконструкции, поддерживающие двускатную стеклянную крышу, были разработаны Московским металлическим заводом.
Вскоре после национализации станции, 30 апреля 1918 года, вышло постановление В. И. Ленина о её расширении. С 1923 года она ещё несколько раз расширялась и перестраивалась, в результате чего от первоначального здания сохранилась только центральная часть котельного цеха с шестигранным фронтоном. В частности, была построена новая котельная по проекту Э. И. Норверта, которую один из лидеров советского конструктивизма М. Я. Гинзбург приводил как образец выведения формы из функции.

## Деятельность
Электростанция является пиковым резервом для московской энергосистемы, современные блоки станции основаны на манёвренных газовых турбинах. Мощность станции составляет 589 МВт. В 2006 году на электростанции было выработано 183,9 млн кВт·ч пиковой электроэнергии, в 2010—207 млн кВт·ч.
В 1960-е годы на ГРЭС-3 приступили к изучению вопроса применения газотурбинных установок. Долгие годы велись работы по постройке и вводу нового оборудования. 2 февраля 1977 года на параллельную работу с сетью системы Мосэнерго был включён генератор ГТУ-100. Впоследствии энергетики ГРЭС-3 им. Р.Э. Классона принимали активное участие в создании, усовершенствовании и доводке газотурбинных установок. В марте 1985 года было полностью прекращено сжигание торфа в станционных котлах, а через пять лет впервые в России на ГРЭС-3 заработала газотурбинная энергетическая установка мощностью 150 МВт.
Сегодня ГРЭС-3 — это не только электростанция в Электрогорске, но и генерирующие мощности в соседних городах Подмосковья. В частности, в Электростали в 1999 году была построена первая очередь малой ГТУ-ТЭЦ электрической мощностью 16,8 МВт и тепловой мощностью 24,1 Гкал/ч. С января 2010 года в состав ГРЭС-3 вошла ГТУ-ТЭЦ (ТЭЦ-30, г. Павловский Посад) общей установленной электрической мощностью 16 МВт и тепловой мощностью 32 Гкал/ч.
В 2014 году ГТУ-ТЭЦ (ТЭЦ-29, г. Электросталь) выведена из состава ГРЭС-3.
В декабре 2022 года был объявлен тендер на продажу имущественного комплекса по производству тепловой и электрической энергии ГРЭС-3. Покупку ГРЭС осуществила компания «Спецэнергомаш» в 2023 году.
В 2022 планировался вывод из эксплуатации «неэффективного оборудования» станции. В 2023 году три ГТУ-100 и две ГТЭ-150 были выведены из эксплуатации. Причиной стала работа на дизельном топливе в пиковом режиме, что, в связи с развитием парогазового цикла, было признано неэффективным.

## Перечень основного оборудования
| Агрегат                              | Тип          | Изготовитель                      | Количество | Ввод в эксплуатацию | Основные характеристики | Основные характеристики | Источники          |
| Агрегат                              | Тип          | Изготовитель                      | Количество | Ввод в эксплуатацию | Параметр                | Значение                | Источники          |
| ------------------------------------ | ------------ | --------------------------------- | ---------- | ------------------- | ----------------------- | ----------------------- | ------------------ |
| Оборудование паротурбинных установок |              |                                   |            |                     |                         |                         |                    |
| Паровой котёл                        | —            | Фирма «MAN», Германия             | 2          | 1949 г.             | Топливо                 | газ, мазут              | [ 11 ]             |
| Паровой котёл                        | —            | Фирма «MAN», Германия             | 2          | 1949 г.             | Производительность      | 90 т/ч                  | [ 11 ]             |
| Паровой котёл                        | —            | Фирма «MAN», Германия             | 2          | 1949 г.             | Параметры пара          | 120 кгс/см2, 540 °С     | [ 11 ]             |
| Паровой котёл                        | —            | Фирма «Борзиг», Германия          | 1          | 1950 г.             | Топливо                 | газ, мазут              | [ 11 ]             |
| Паровой котёл                        | —            | Фирма «Борзиг», Германия          | 1          | 1950 г.             | Производительность      | 90 т/ч                  | [ 11 ]             |
| Паровой котёл                        | —            | Фирма «Борзиг», Германия          | 1          | 1950 г.             | Параметры пара          | 120 кгс/см2, 540 °С     | [ 11 ]             |
| Паровая турбина                      | Т-6,3-16     | Фирма «Эшер Висс»                 | 1          | 1930 г.             | Установленная мощность  | 6,3 МВт                 | [ 1 ] [ 11 ]       |
| Паровая турбина                      | Т-6,3-16     | Фирма «Эшер Висс»                 | 1          | 1930 г.             | Тепловая нагрузка       | 34 Гкал/ч               | [ 1 ] [ 11 ]       |
| Паровая турбина                      | ПТ-12- 90/10 | Калужский турбинный завод         | 1          | 1965 г.             | Установленная мощность  | 9 МВт                   | [ 1 ] [ 11 ]       |
| Паровая турбина                      | ПТ-12- 90/10 | Калужский турбинный завод         | 1          | 1965 г.             | Тепловая нагрузка       | 20 Гкал/ч               | [ 1 ] [ 11 ]       |
| Паровая турбина                      | Р-12-90/12   | Калужский турбинный завод         | 1          | 1994 г.             | Установленная мощность  | 12 МВт                  | [ 1 ] [ 11 ]       |
| Паровая турбина                      | Р-12-90/12   | Калужский турбинный завод         | 1          | 1994 г.             | Тепловая нагрузка       | 72,5 Гкал/ч             | [ 1 ] [ 11 ]       |
| Водогрейное оборудование             |              |                                   |            |                     |                         |                         |                    |
| Водогрейный котел                    | КВГМ-30-150  | Барнаульский котельный завод      | 3          | 1975—1977 г.        | Топливо                 | газ, мазут              | [ 11 ]             |
| Водогрейный котел                    | КВГМ-30-150  | Барнаульский котельный завод      | 3          | 1975—1977 г.        | Тепловая мощность       | 30 Гкал/ч               | [ 11 ]             |
| Оборудование газотурбинных установок |              |                                   |            |                     |                         |                         |                    |
| Газовая турбина                      | ГТ-100/90    | Ленинградский металлический завод | 3          | 1977—1980 г.        | Топливо                 | газ, дизельное топливо  | [ 1 ] [ 2 ] [ 11 ] |
| Газовая турбина                      | ГТ-100/90    | Ленинградский металлический завод | 3          | 1977—1980 г.        | Установленная мощность  | 90 МВт                  | [ 1 ] [ 2 ] [ 11 ] |
| Газовая турбина                      | ГТ-100/90    | Ленинградский металлический завод | 3          | 1977—1980 г.        | tвыхлопа                | — °C                    | [ 1 ] [ 2 ] [ 11 ] |
| Газовая турбина                      | ГТЭ-150/110  | Ленинградский металлический завод | 1          | 1990 г.             | Топливо                 | газ, дизельное топливо  | [ 1 ] [ 2 ] [ 11 ] |
| Газовая турбина                      | ГТЭ-150/110  | Ленинградский металлический завод | 1          | 1990 г.             | Установленная мощность  | 110 МВт                 | [ 1 ] [ 2 ] [ 11 ] |
| Газовая турбина                      | ГТЭ-150/110  | Ленинградский металлический завод | 1          | 1990 г.             | tвыхлопа                | — °C                    | [ 1 ] [ 2 ] [ 11 ] |
| Газовая турбина                      | ГТЭ-150/125  | Ленинградский металлический завод | 1          | 1996 г.             | Топливо                 | газ, дизельное топливо  | [ 1 ] [ 2 ] [ 11 ] |
| Газовая турбина                      | ГТЭ-150/125  | Ленинградский металлический завод | 1          | 1996 г.             | Установленная мощность  | 125 МВт                 | [ 1 ] [ 2 ] [ 11 ] |
| Газовая турбина                      | ГТЭ-150/125  | Ленинградский металлический завод | 1          | 1996 г.             | tвыхлопа                | — °C                    | [ 1 ] [ 2 ] [ 11 ] |